# نورمگز
پایگاه مجلات تخصصی نور یا نورمگز (به انگلیسی: Noormags) از مجموعه پایگاه‌های مرکز تحقیقات کامپیوتری علوم اسلامی است که وظیفه شناسایی و عرضه مجلات تخصصی علوم انسانی  را بر عهده دارد.

## دربارهٔ نورمگز

### پیشینه
همزمان با رشد و توسعه سریع شبکه‌های اینترنتی در سراسر جهان، تفکر ایجاد مجله الکترونیک به سرعت به ثمر نشست؛ به گونه‌ای که مطابق آمار مؤسسه کتابخانه‌های تحقیقاتی، تعداد نشریه‌ها و خبرنامه‌های الکترونیکی در سال ۱۹۹۱، ۱۱۰ عنوان، در سال ۱۹۹۶ به ۱۶۸۹ عنوان و در سال ۱۹۹۷، بیش از ۴۰۷۰ عنوان بالغ گردید. در همین راستا مجلات و پایگاه‌های ارائه‌کنندهٔ مقالات، نسبت به نحوه ارائه مجله در اینترنت، روش‌های مختلفی را در پیش گرفتند. برخی اقدام به عرضه و معرفی مأخذشناسی مقالات نمودند، برخی پایگاه‌ها متن دیجیتالی مقالات را منتشر کردند، برخی پایگاه‌ها بجای استفاده از فایل متنی، تصاویر صفحات مجلات را در پایگاه خود ارائه نمودند و برخی نیز مجلات را به صورت تمام متن و تمام تصویر full text & full image درج کرده‌اند که پایگاه مجلات تخصصی نور نخستین پایگاهی است که با این روش کار می‌کند.

### آغاز به کار
پایگاه مجلات تخصصی نور (نورمگز)، وب‌گاهی است وابسته به مرکز تحقیقات کامپیوتری علوم اسلامی که به عنوان بزرگ‌ترین بانک مجلات تخصصی علوم انسانی و اسلامی در فضای مجازی، از مهر ماه ۱۳۸۴ با هدف تسهیل و ترویج پژوهش و تولید علم فعالیت خود را آغاز کرده و تاکنون محیط کاربری آن همگام با فناوری‌های جدید چند بار روزآمد شده‌است.
ایدهٔ اولیهٔ ایجاد این پایگاه، از تجربه موفق عرضه مجلات دینی در پایگاه حوزه‌نت گرفته شده‌است. استقبال کاربران از یک سو و قابلیتهای روزافزون مورد نیاز متخصصان مراجعه‌کننده از سوی دیگر، این مرکز را بر آن داشت تا با راه اندازی پایگاه مجلات تخصصی نور پاسخگوی این نیاز باشد.

### تاریخچه فعالیت
سال ۱۳۸۲: انجام مراحل امکان‌سنجی و تحلیل پایگاه

سال ۱۳۸۳: طراحی و پیاده‌سازی پایگاه

سال ۱۳۸۴: افتتاح رسمی پایگاه

سال ۱۳۹۱: راه‌اندازی نسخه ۱٫۵

سال ۱۳۹۳: راه‌اندازی نسخه ۲

## اهداف ایجاد پایگاه
ایجاد گسترده‌ترین و کامل‌ترین آرشیو مجلات و مقالات علوم انسانی و علوم اسلامی در اینترنت یکی از مهم‌ترین اهدف راه‌اندازی پایگاه مجلات تخصصی بوده‌است. همچنین امکان دسترسی سریع و آسان محققان به منابع پژوهشی و ترویج و اشاعه اطلاعات علمی به علاوهٔ سرعت بخشیدن به کاوش‌های علمی و جلوگیری و پرهیز از تحقیقات موازی از دیگر اهداف ایجاد پایگاه مجلات تخصصی نور می‌باشد.

## محتوا
نشریه‌های این پایگاه در بیست و یک موضوع علوم اجتماعی، حقوق، تاریخ، جغرافیا، اقتصاد، زبان و ادبیات، علوم سیاسی، مدیریت، روان‌شناسی، علوم کتابداری و اطلاع‌رسانی، هنر و معماری، فلسفه و کلام، قرآن و حدیث، فقه و اصول، تربیت بدنی، اخلاق، ادیان، علوم تربیتی، حسابداری، حوزه سلامت و میان رشته‌ای ارائه می‌شوند که مقالات موجود به صورت تمام متن و تمام تصویر در قالب فرمت‌های HTML و PDF قابل دریافت هستند.

## خدمات و ویژگی‌ها
ویژگی‌های گرافیکی و بصری این پایگاه در طول دوران فعالیتش دستخوش تغییرات و پیشرفت‌های بسیاری شده‌است. علاوه بر آن، قابلیت‌های فنی و خدمات منحصر بفردی نیز با ارائهٔ نسخه‌های ۱٫۵ و ۲ به کاربران ارائه شده‌است.

### تغییرات در نسخهٔ ۱٫۵
- جستجو و بازیابی اطلاعات: مهم‌ترین تغییرات در این نسخه، در بخش جستجو اتفاق افتاده‌است که شامل جستجو در عناوین مجلات، مقالات یک مجله، مقالات یک نویسنده، جستجو در متن مقالات، افزایش فیلترهای جستجو و امکان جستجوی ساده و همزمان در مقالات و مجلات هستند.
- استخراج و عرضه فایل‌های ارجاع مقالات: در این نسخه فایل ارجاع مقالات در سه قالب استاندارد RIS ,EndNote و BibTex به کاربران عرضه شده‌است.
- ارائه خلاصه آمار از مقالات پدیدآور: دسته‌بندی آماری مقالات پدیدآور در اختیار کاربران قرار گرفته‌است.
- نمایش مجلات بر اساس رتبه علمی و زبان: این ویژگی، به پژوهشگران کمک می‌کند تا مجلات و جایگاه علمی آن‌ها را بهتر بشناسند و در انتخاب منابع و مطالب مورد نیاز خود، درست عمل کنند.
- درج تصویر جلد مجله به عنوان شناسه هر مجله: تصویر جلد مجلات به عنوان شناسه هر مجله در صفحه مجله، صفحه مقاله و فهرست‌های مختلف، نمایش داده می‌شود.[۷]

### تغییرات در نسخهٔ ۲

#### الف) هوشمندسازی

##### کشف هوشمند مقالات مرتبط براساس بازدید کاربران
این ویژگی باعث عرضه امار ثبت هم‌افزایی کاربران نورمگز به خودشان می‌شود. یعنی با توجه به پیشینه بینندگان یک مقاله، این نتیجه حاصل آمده‌است که دیگر مقالات دیده شده همراه با آن مقاله، چه عنوان‌هایی داشته‌اند. به دلیل اینکه این سامانه با استفاده از لاگ مشاهده کاربران پدید آمده‌است، مقالاتی که کاربران بیشتری آن‌ها را دیده‌اند، پاسخ‌های بهتری به دنبال خواهند آورد.

##### کشف هوشمند عنوان‌های هم‌سانِ یک مقاله از میان انبوه مقالات
عنوان‌های هم‌سان، خصلتی برای کشف هوش‌مند عنوان‌های مشابه مقاله‌هاست که به کمک ترفندهای متن‌کاوی و هوش مصنوعی، در بازدید هر مقاله، مشابه‌ترین مقالات را از دید عنوان به کاربر پیشنهاد می‌کند. تنها ویژگی کاربردی در فرایند مشابه‌یابی، عنوان مقاله‌هاست، اما طراحان نورمگز کوشیده‌اند که مشابه‌یابی‌ها از سطح لفظ عنوان مقالات بگذرند و به معنا و موضوع آن‌ها نزدیک‌تر شود.

##### موتور جستجوی اختصاصی نورمگز
بخشی از موتور جستجوی بومی نور که در حال توسعه است؛ در سایت جدید نورمگز جهت جستجوی مقالات گنجانده شده‌است.
برخی از قابلیت‌های این موتور جستجو شامل موارد زیر هستند:
- جستجوی ریشه یابی شده: تمام حالات مشتق شده یک کلمه معادل هم در نظر گرفته می‌شوند.
- رنگی کردن نتیجه جستجو: کلماتی که در خروجی جستجو یافته شده‌اند به صورت رنگی نمایش داده می‌شوند.
- جستجوی مترادفات: هم‌معنی‌های یک کلمه نیز در خروجی جستجو نمایش داده می‌شوند.
- غلط‌یاب املایی: به کلماتی که به صورت اشتباه برای جستجو تایپ شوند، پیشنهاد اصلاحی ارائه می‌شود.

عملکرد سریع، کیفیت نتایج با توجه به خصوصیات زبان فارسی، رتبه‌بندی منطقی در مقایسه با موتورهای جستجوی معروف و امکانات پرشمار دیگر از نقاط قوت این موتور جستجو به‌شمار می‌روند.

#### ب) ارائه خدمات متنوع به صاحبان نشریات
- اختصاص آدرس مشخص برای هر نشریه
- امکان مدیریت صفحه اطلاعات نشریات توسط خود آنها
- ارائه اطلاعات آماری مجله مانند :تعداد دفعات مشاهده مجله، یا تعداد دفعات دانلود مقالات و …
- امکان بارگذاری فایل نشریات توسط صاحبان نشریات[۱۱]

#### ج) پژوهش‌محوری
ایجاد فهرست علاقه‌مندی از مقالات، مجلات و پدیدآوران
اطلاع‌رسانی از انتشار شماره جدید نشریات و پدیدآوران منتخب
گزارش از فعالیت‌های کاربر شامل: دانلود و جستجو و …

#### د) یکپارچگی سیستم
یکپارچگی سرویس‌های مختلف جهت ارائه هدفمند و هوشمندانه محتوا
اتصال به سامانه جامع کاربران نور

## حقوق نشر
مرکز تحقیقات کامپیوتری علوم اسلامی نور برای ارائه کلیه مجلات عرضه شده در پایگاه، مجوز لازم را از صاحبان مجلات در اختیار دارد. کاربران پایگاه نیز می‌توانند از مطالب عرضه شده برای استفاده‌های شخصی خود استفاده کنند، اما عرضه تجاری یا عمومی مطالب موجود در پایگاه منوط به اجازه صاحبان مجلات و مرکز تحقیقات کامپیوتری علوم اسلامی نور می‌باشد.

## آمار پایگاه
طبق آمار ارائه شده سال ۹۱، این پایگاه بیش از ۷۲۵۰۰۰ عنوان مقاله از ۹۵۷ عنوان نشریه را در ۴۳۰۰۰ شماره، به کاربران خود ارائه نموده‌است. این اعداد مطابق گزارش این وبگاه، در فروردین سال ۱۳۹۲ به ۷۶۵۰۰۰ عنوان مقاله در ۴۶۵۰۰ شماره از ۱۰۴۶ عنوان نشریه و در تابستان سال ۱۳۹۴ به بیش از ۹۰۰ هزار مقاله در ۵۷ هزار شماره از ۱۴۲۰ مجله افزایش یافته‌است.

## افتخارات
- برنده دور ششم جشنواره و نمایشگاه ملی رسانه‌های دیجیتال در بخش پایگاه‌های اینترنتی رسانه‌های برخط با عنوان پرتال عمومی فرهنگی – معارف و فرهنگ[۱۵]
- برگزیدهٔ مردمی در بخش «علم و دانش» یازدهمین جشنواره وب و موبایل ایران ۹۷[۱۶]

## تفاهم‌نامه با ویکی‌پدیا
نورمگز و ویکی‌پدیا در سال ۱۳۹۴ با امضای تفاهم‌نامه‌ای، همکاری خود را به منظور تولید محتوای فارسی فاخر و ایجاد امکان پالایش و مرجع‌دهی مناسب نوشتارها، رسماً آغاز نمودند.
طبق این تفاهم‌نامه، تعدادی حساب کاربری یکساله با قابلیت دانلود ۱۰۰ مقاله تحت شرایط خاصی به کاربران فعال ویکی‌پدیا تعلق می‌گیرد.